# ThyssenKrupp Nirosta
ThyssenKrupp Nirosta GmbH con sede a Krefeld è l'azienda più grande del gruppo ThyssenKrupp Stainless AG, uno dei cinque settori della ThyssenKrupp AG. Produce acciaio inossidabile. La produzione attuale avviene della ThyssenKrupp Nirosta si trova a Krefeld, Bochum, Düsseldorf e Dillenburg. A Bochum e Krefeld vi è la produzione di acciaio grezzo. Le lastre prodotte, vengono laminate a caldo dalla ThyssenKrupp Steel AG a Bochum. A Dillenburg, Krefeld e Dusseldorf vi è la produzione a freddo di acciaio a nastro. La ThyssenKrupp Nirosta GmbH è nata nel 1995, come le aziende Krupp e Thyssen assieme a Nirosta-Sparten. Dentro la ex fabbrica Thyssen di Krefeld e Witten c'è la Thyssen-Edelstahlwerke AG (TEW).
La ThyssenKrupp Nirosta GmbH è oggi con la ThyssenKrupp Acciai Speciali Terni, ThyssenKrupp Mexinox e Shanghai Krupp Stainless un'azienda leader nella produzione di acciaio inox.

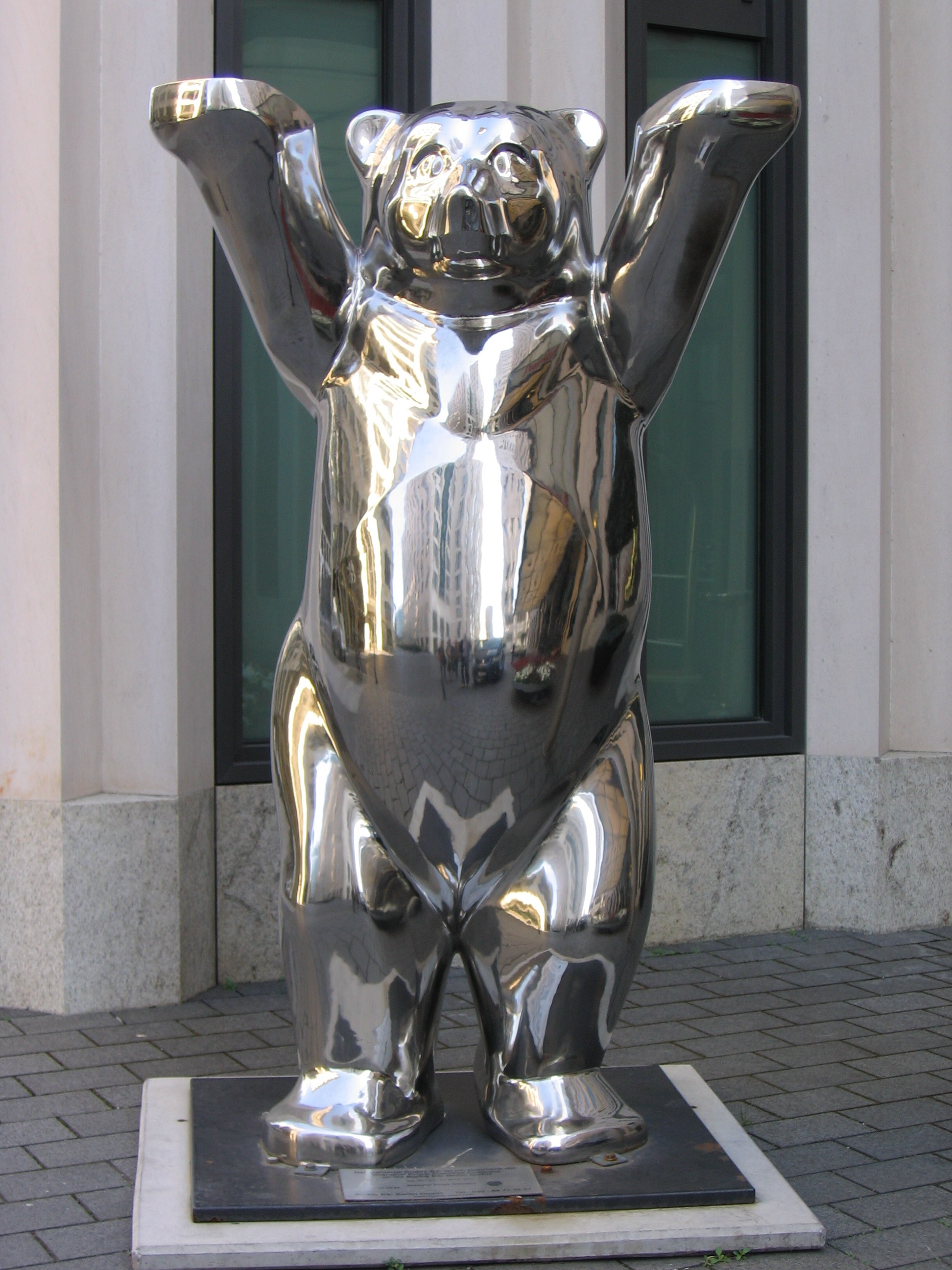
Edelstahl-Buddy Bär a Berlino, prodotto dalla Shanghai KruppStainless